# Planegger Straße 21

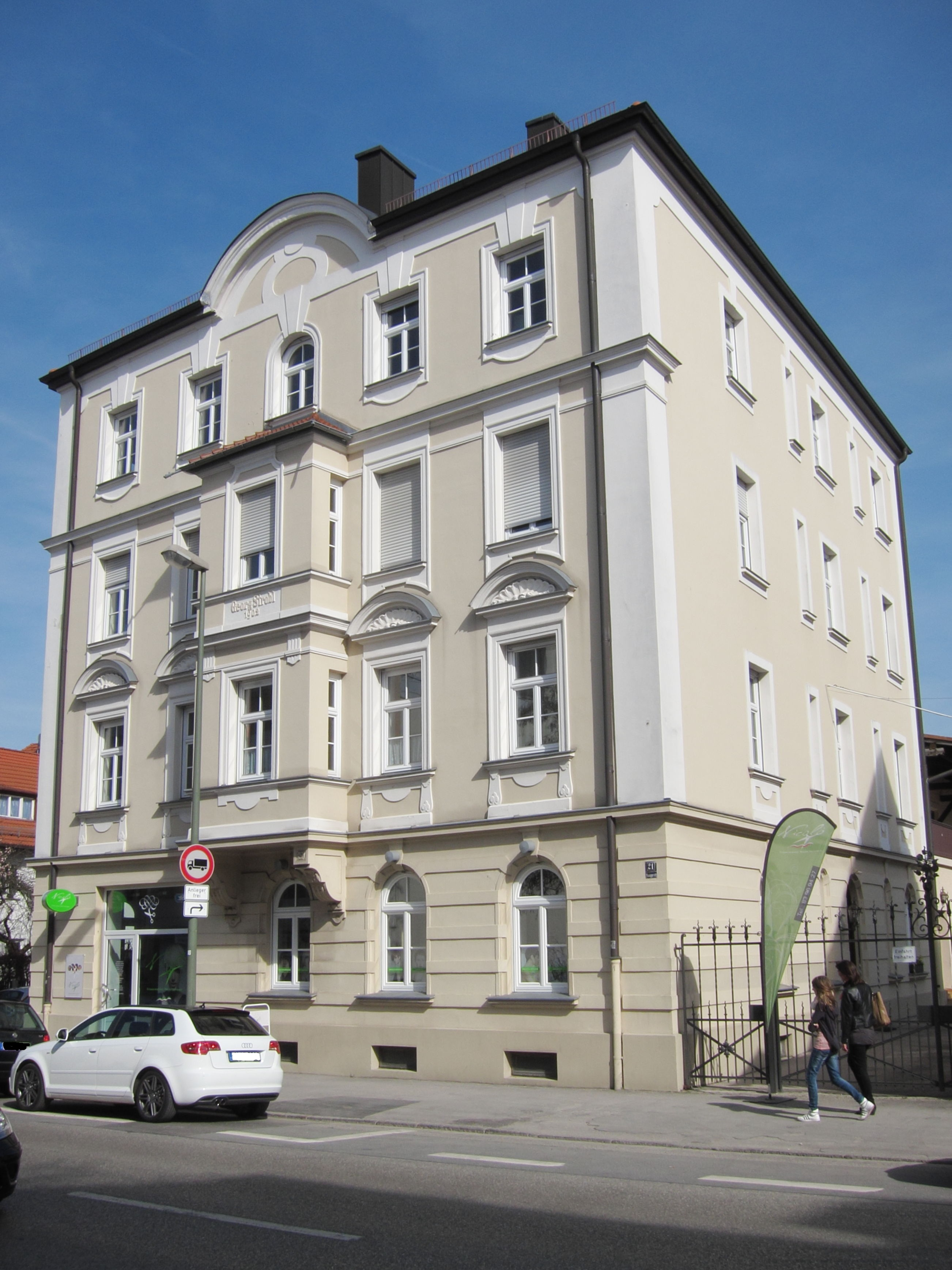
Gebäude Planegger Straße 21 im Stadtteil Pasing von München

Das Gebäude Planegger Straße 21 im Stadtteil Pasing der bayerischen Landeshauptstadt München wurde 1902 errichtet. Das Wohn- und Geschäftshaus an der Planegger Straße ist ein geschütztes Baudenkmal.
Das viergeschossige Mietshaus mit flachem Zeltdach und Mittelerker im Stil des Neubarock wurde nach Plänen des Architekten Georg Völkl an der Stelle eines Bauernhofs errichtet. Georg Völkl baute mehrere Villen in der August-Exter-Straße der Villenkolonie Pasing I.
Nach der ursprünglichen Disposition besaß jedes Stockwerk zwei Wohnungen. Hinter dem Wohnhaus entstand ein Wirtschaftsbau mit Stallung und Heuboden.
Das Anwesen gehört zum Ensemble ehemaliger Ortskern Pasing.